# Anila
Anila là một chi thực vật có hoa trong họ Đậu.